# Acrogomphus minor
Acrogomphus minor là loài chuồn chuồn trong họ Gomphidae. Loài này được Laidlaw mô tả khoa học đầu tiên năm 1931.